# NGC 5937
NGC 5937 (również PGC 55281) – galaktyka spiralna (Sb), znajdująca się w gwiazdozbiorze Węża. Odkrył ją 14 kwietnia 1785 roku William Herschel.